# Colobothea paulina
Colobothea paulina là một loài bọ cánh cứng trong họ Cerambycidae.